# Al Stewart
Alastair Ian „Al” Stewart (ur. 5 września 1945 w Glasgow w Szkocji) – brytyjski piosenkarz i  muzyk folk rockowy. Stał się znany dzięki swojemu wkładowi w odrodzenie muzyki ludowej w Wielkiej Brytanii w latach 1960–1970.
Jest znany ze swojego przeboju z 1976 roku „Year of the Cat”, tytułowej piosenki z platynowego albumu o tej samej nazwie.
Jest ważną postacią w muzyce brytyjskiej. Grał na pierwszym festiwalu Glastonbury w 1970 roku, znał Yoko Ono, zanim poznała Johna Lennona, dzielił mieszkanie w Londynie z młodym Paulem Simonem i występował w klubie folkowym Les Cousins w Londynie w latach 60. XX wieku.
Wydał 16 albumów studyjnych i trzy albumy na żywo i kontynuuje intensywne trasy koncertowe w Stanach Zjednoczonych, Kanadzie, Europie i Wielkiej Brytanii. Jego ostatnia płyta, Uncorked, została wydana przez niezależną wytwórnię Stewart, Wallaby Trails Recordings, w 2009 roku.
Współpracował m.in. z takimi muzykami jak Peter White, Alan Parsons, Jimmy Page, Richard Thompson, Rick Wakeman, Francis Monkman, Tori Amos, Tim Renwick, Dave Nachmanoff i Laurence Juber.

## Wczesne życie
Al Stewart urodził się w Glasgow, dorastał w Wimborne Minster w Anglii, po tym jak przeprowadził się tam wraz z matką, Joan Underwood (ojciec, Alastair MacKichan Stewart, był porucznikiem w rezerwie ochotniczej Royal Air Force; zginął w katastrofie lotniczej podczas ćwiczeń szkoleniowych w 1945 niedługo przed narodzinami syna). Uczęszczał do Wycliffe College w Stonehouse (Gloucestershire). 
W wieku 19 lat przeniósł się do Londynu. Kupił swoją pierwszą gitarę od przyszłego gitarzysty The Police, Andy’ego Summersa. Stewart wymienił swoją gitarę elektryczną na gitarę akustyczną, kiedy zaproponowano mu cotygodniowe występy w Bunjies Coffee House w londyńskim Soho. Następnie zaczął grać w klubie folkowym Les Cousins na Greek Street, gdzie grał razem z takimi muzykami jak Cat Stevens, Bert Jansch, Van Morrison, Roy Harper, Ralph McTell i Paul Simon, z którym dzielił mieszkanie w Dellow Street, Stepney w Londynie.

## Kariera muzyczna

### 1967–1973
Debiutancki album, Bedsitter Images, został wydany w 1967 roku. Zmieniona wersja pojawiła się w 1970 roku jako The First Album (Bedsitter Images), w którym zmieniono niektóre utwory, a album został ponownie wydany na CD w 2007 roku ze wszystkimi utworami z obu wersji. Aranżacje orkiestrowe zostały skomponowane przez Alexandra Farisa.
Drugi album, Love Chronicles z 1969 roku był godny uwagi ze względu na 18-minutowy tytułowy utwór, autobiograficzną opowieść o seksualnych spotkaniach, który był pierwszym mainstreamowym wydawnictwem zawierającym słowo „fucking”.  Został wybrany „Folk Album of the Year” przez brytyjski magazyn muzyczny Melody Maker. Na gitarach grali Jimmy Page i Richard Thompson.
Jego trzeci album, Zero She Flies, ukazał się w 1970 roku i zawierał kilka krótszych utworów, od ballad akustycznych i instrumentalnych po utwory z elektryczną gitarą prowadzącą. Te trzy pierwsze albumy (w tym singiel The Elf z 1966 roku) zostały później wydane jako dwupłytowy zestaw To Whom it May Concern: 1966–70.
W 1970 roku Stewart wraz z muzykiem Ianem A. Andersonem udali się do małego miasteczka Pilton w Somerset. Tam, na Michael Eavis's Worthy Farm, Stewart wystąpił w pierwszym w historii festiwalu Glastonbury przed tysiącem hipisów, którzy zapłacili zaledwie 1 £ żeby się tam znaleźć.
W związku ze swoim rosnącym sukcesem Stewart wydał album Orange w 1972 roku. Został napisany po burzliwym zerwaniu ze swoją dziewczyną i muzą Mandi i był przejściowym albumem łączącym piosenki z większą ilością historycznych motywów, których coraz częściej używał. Na albumie pojawiły się piosenki w stylu rocka psychodelicznego i progresywnego.
Piąte wydawnictwo, Past, Present and Future (1973), było pierwszym albumem Stewarta, który otrzymał prawidłowe wydanie w Stanach Zjednoczonych za pośrednictwem Janus Records. Odzwierciedla tradycyjny sposób opowiadania historii i zawiera dziewięciominutowy utwór „Nostradamus”. Ta piosenka, choć zbyt długa na nadawanie w głównym nurcie radia, stała się hitem w wielu amerykańskich stacjach radiowych w college'ach i uniwersytetach, które były elastyczne w kwestii czasu nadawania.
Album osiągnął 133.pozycję na liście albumów Billboard w USA. Inne utwory z albumu opowiadają o różnych postaciach historycznych, m.in. Warren G. Harding, Ernst Röhm, Christine Keeler, Louis Mountbatten, Józef Stalin.

## Dyskografia

### Albumy studyjne
- Bedsitter Images (1967)
- Love Chronicles (1969)
- Zero She Files (1970)
- Orange (1972)
- Past, Present and Future (1973)
- Modern Times (1975)
- Year of the Cat (1976)
- Time Passages (1978)
- 24 Carrots (1980)
- Russians and Americans (1984)
- Last Days of the Century (1988)
- Famous Last Words (1993)
- Between the Wars (1995)
- Down in the Cellar (2000)
- A Beach Full of Shells (2005)
- Sparks of Ancient Light (2008)

### Single

#### 1960–1969
- The Elf (1966)
- Bedsitter Images (1967)

#### 1970–1979
- Electric Los Angeles Sunset (1970)
- My Enemies Have Sweet Voices (1970)
- The News of Spain (1971)
- Elvaston Place (1971)
- Amsterdam (1972)
- Songs Out of Clay (1972)
- You Don't Even Know Me (1972)
- I'm Falling (1972)
- Terminal Eyes (1973)
- Past, Present and Future (1973)
- Nostradamus (1974)
- Carol (1975)
- Year of the Cat (1976)
- Of the Border (1977)
- Time Passages (1978)
- Song of the Radio (1979)

#### 1980–1989
- Midnight Rocks (1980)
- Mondo Sinistro (1980)
- Paint By Numbers (1980)
- Lori, Don't Go Right Now (1984)
- King of Portugal (1988)

#### 1990–1999
- Don't Forget Me (1993)

#### 2000–
- Class of 58 (2005)